# 100er
Portal Geschichte | Portal Biografien | Aktuelle Ereignisse | Jahreskalender | Tagesartikel

◄ |
1. Jh. |
2. Jahrhundert
| 3. Jh. | ►

◄ |
70er |
80er |
90er |
100er
| 110er | 120er | 130er | ►

100 |
101 |
102 |
103 |
104 |
105 |
106 |
107 |
108 |
109

## Ereignisse
- 101 bis 106: Feldzug des römischen Kaisers Trajan gegen die Daker.
- 105: Mutmaßliches Jahr der Erfindung des Papiers in China durch Cai Lun.
- Tacitus schreibt seine Historiae.
- In den nördlich gelegenen Städten benutzen wohlhabendere Bürger des Römischen Reiches Zentralheizungen, um Fußböden und Wände zu wärmen.